# Ricardo Urgell

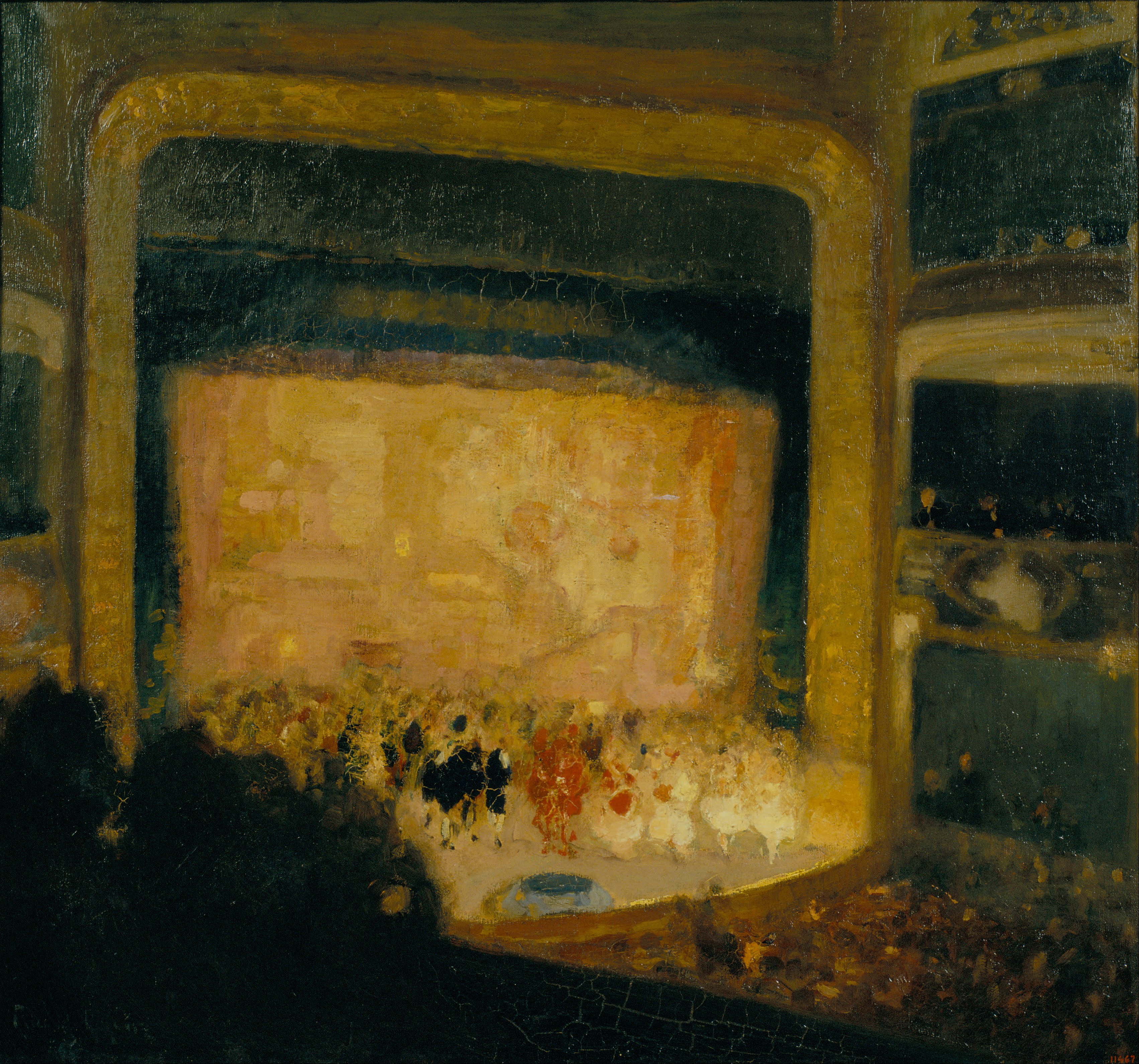
Òpera, 1922, óleo sobre, 88 x 95, Barcelona, MNAC, en depósito del Museo del Prado.

Ricardo Urgell Carreras (en catalán: Ricard Urgell i Carreras) (Barcelona, 1873–1924) fue un pintor español, hijo del también pintor paisajista modernista Modesto Urgell y la también pintora Eleonor Carreras Torrescasana. 

## Biografía
Nacido en Barcelona, su formación artística comenzó en el taller de su padre. En 1888 expuso por vez primera en la sección de arte de la Exposición Universal de Barcelona, y a finales de ese mismo año expuso en la Sala Parés de la ciudad condal; sería esta la primera de una larga serie de exposiciones en dicha galería durante toda su vida. 
En 1895 ingresó como alumno en la Escuela de la Lonja de Barcelona. Ese mismo año gana una segunda medalla en la Exposición de Plantas y Flores de su ciudad natal. En 1897 expone en la Exposición Nacional de Bellas Artes en Madrid, consiguiendo una tercera medalla con su obra Gaudeamus. 
En 1900 participó en la primera muestra de la Societat Artística i Literària de Catalunya, agrupación artística comercial promovida por su padre y los pintores Luis Graner y Enric Galwey. Al año siguiente entraría como profesor auxiliar en la Escuela de la Lonja de Barcelona, donde se había formado. 
En 1903 contrajo matrimonio con Rosa Esplugas –hija de uno de los fotógrafos locales más importantes, Antonio Esplugas- y en 1906 nació su hijo Josep Maria Urgell. 
En 1907 ganó una segunda medalla en la V Exposición Internacional de Bellas Artes de Barcelona, con una de sus obras más ambiciosas: A primera hora del mercat. Igualmente, en 1908 obtuvo mención honorífica en la Exposición Nacional de Bellas Artes de Madrid, y una tercera medalla en la edición de 1910; también obtuvo tercera medalla en la exposición Internacional de Buenos Aires de ese mismo año con su obra El bolsín; participó también con medalla en la Exposición Universal de Bruselas y en el Salón de la Société des Artistes Français de París. En 1911 consiguió finalmente la máxima condecoración en la VI Exposición de Bellas Artes de Barcelona, con la pintura titulada: L'esposa infidel o la filla del carboner (Barcelona, MNAC). Expuso también en diversos espacios de la ciudad de Barcelona (Sala Parés, Cercle Artístic, Galeries Laietanes, etc.), en Londres, en Pittsburgh y en Madrid, y fue elegido como uno de los artistas que debían participar en la magna exposición de arte español del barroco hasta la actualidad celebrada en la Royal Academy de Londres. 
En 1923 le concedieron una sala especial en la Exposición de Primavera que cada año organizaba el Ayuntamiento de Barcelona, con una buena acogida unánime de la crítica. 
Murió en Barcelona, en su casa del barrio de San Gervasio. 
Su obra se encuentra aún pendiente de una valoración digna y significativa por parte de la crítica, que hasta el momento le ha mantenido en un injusto segundo plano.
Su obra se encuentra representada en diferentes museos, entre los cuales el Museo Nacional de Arte de Cataluña y la Biblioteca Museo Víctor Balaguer.